# Италијански тартуф
Италијански тартуф или италијанска гомољача, Tuber magnatum је врло јестива гљива. Наш најраспрострањенији тартуф је најчешћи и на континенту и на Медитерану.

## Облик
Већином у облику квргавог кромпира,1,5-6-[9] cm дужине,1-4-[6] cm ширине,1-5cm висине;рјеђе кугласт, но и тада грбав, с усјецима и жљебовима, с јамама па и парцијално спљоштеним слојевима, као комад стијене. Површина без бубуљица, евентуално мало брашнасто храпава.

## Перидија
Споља је кожнатоблиједе боје, као свијетла кафа, старија и с нешто јачом примјесом. Изнутра бијела, танка, око 0,5mm, јаче изражена и шира с доње стране.

## Глеба
[месо унутра којега се развија химениј]по цијелој унутрашњости прошарана бијелим венама, а маса кроз коју се вијугаво или лавиринтно вене гранају у почетку је сивкастобијела, затим сива, сасвим зрела тамно пурпурночоколадна и готовоп црна. Тврда, тешка, с јаким но угодним укусоми мирисом на бијели лук.

## Микроскопија
Споре тамно сепијасмеђе, широко елиптичне до готово округле, начичкане цилиндричним, 4-7/1-1,5 mi, иглицама, по врху повезаним једним прозирним велом, тако да се пречник цијеле споре повећава за двије дужине иглица и, заједно с њима, износи: 33-52/32-45 mi. Језгра је мрежасто гранулирана, а поједине плочице су дуге 6-10mi. Споре су веће што их је мање у асцусу, од једне једине до двије или три. Асци изодијаметрични или овоидни с угластим странама, 80-127/60-85 mi.

## Станиште и распрострањеност
Наш најраспрострањенији и најчешћи тартуф, и на континенту или на Медитерану. Расте један недалеко од другога,8-18cm под површином земље, у микоризи с разним листопадним дрвећем, најрадије пак у храстови-грабовим шумама, проријеђеним и свјетлијим, те дуж потока и рјечица са багремима, јохама и тополама. Показатељи су му дугуљасти смеђецрвени хруштеви, који у гомилама врве изнад гљиве.

## Доба сазријевања
[XI] I-VI, но могу се наћи, јер дуго расту и теже се кваре, и у друго доба године.

## Јестивост
Високо цијењена гљива, особити прикладна за умаке, за пуњење меса или рибе те као прилог. Сама за себе је прејака. По кувању мирис бијелог лука, иако слабији, остаје, а придружује му се још једна специфична арома на парфем.

## Сличне врсте
Има много подземних врста гљива које не само да нису тартуфи, него чак ни Ascomyceti. Глатке површине, без бубуљица и сличних боја, најближи је прошупљени тартуф, Tuber excavatum Vitt. Доста чест код нас, такође укусан, микроскопски се разликује најлакше по мање-више центрираној коморастој шупљини унутар глебе, те по мирису на друге зачине, не на бијели лук. Споре су му у просјеку мање,30-40/22-33mi. По боји, облику, па и мирису на бијели лик, слична је и лажна гомољача, лажни тартуф, Tuber macrosporum, но она има бубуљичасту површину и још веће споре:до 80/60 mi. Истарски или перигордски тартуф, Tuber melanosporum најцјењенији од свих тартуфа, успијева такође широм бивше Југославије, не само у Истри(што би се могло закључити по имену), но заправо нема слличности:боје је црвено смеђе, па црне, а покривен је четворо до шестостраним пирамидалним жлездицама, широким до пола mm. Иглице спора су максимално 3 mi дуге.